# فيرسوكس (سويسرا)
فيرسوكس (بالفرنسية: Versoix)‏ هي بلدية تقع في كانتون جنيف في سويسرا.

## أعلام
- آغا خان الثالث